# Porquerolles
Het eiland Porquerolles is het grootste en meest westelijke van de Zuid-Franse eilandengroep Îles d'Hyères. Het is ongeveer 7,5 kilometer lang, 3 kilometer breed en heeft een oppervlakte van 1.254 hectare. De zuidkust is heuvelachtig met kliffen. De noordkust heeft lange stranden. Het hoogste punt ligt op 142 meter.
Het eiland werd verdedigd door verschillende forten: het fort du Grand Langoustier in het westen, het fort de l'Alycastre in het oosten en het fort Sainte-Agathe (16de eeuw) boven de haven van Porquerolles.
Het was van 1912 tot 1935 privébezit van de Belgische ondernemer François-Joseph Fournier. Hij liet het eiland, dat getroffen was door branden, herbebossen en er wegen, afwateringskanalen en wijngaarden aanleggen. Voor zijn arbeiders en hun gezinnen liet hij een school bouwen en richtte hij een coöperatieve op. Hij stierf in 1935 op het eiland en werd er ook begraven. Het bleef tot 1971 eigendom van zijn erfgenamen, waarna het verkocht werd aan de Franse staat.
Porquerolles heeft zo'n tweehonderd inwoners die merendeels rond de haven wonen. Het eiland is grotendeels natuurgebied. Sinds 2010 wordt er elk jaar een jazzfestival gehouden.